# Важиця
Важиця — річка в Росії, у Климовському районі Брянської області. Ліва притока Ваги (басейн Дніпра).

## Опис
Довжина річки 12 км., похил річки — 2,5 м/км. Площа басейну 33,6 км².

## Розташування
Бере початок на північному заході від Глибочка. Тече переважно на південний захід і на північному заході від Софіївки впадає у річку Вагу, ліву притоку Цяти.
Населені пункти вздовж берегової смуги: Новосергіївка, Важиця.